# Kurd Eissfeldt

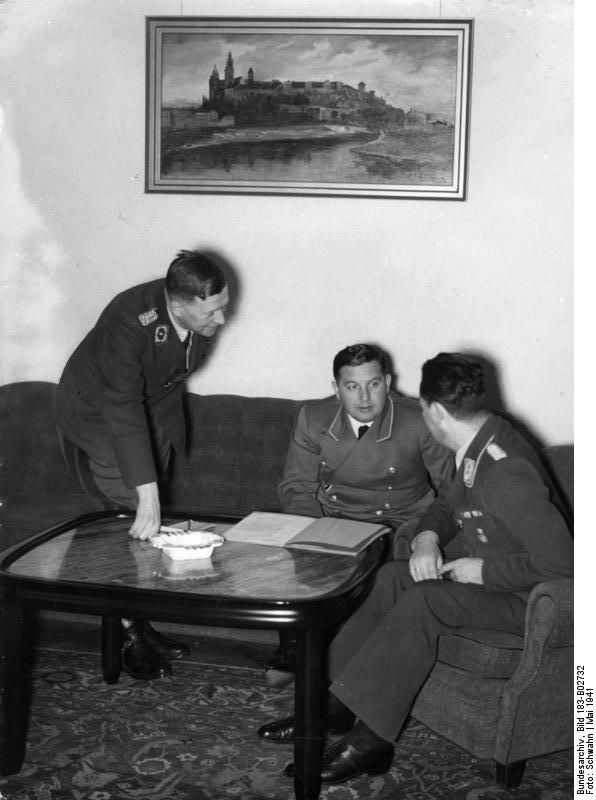
Od lewej: Kurd Eissfeldt, Josef Bühler i Ernst Kundt (maj 1941, Kraków)

Kurd Eissfeldt (ur. 4 grudnia 1900 w Wolfenbüttel, zm. ?) – Oberlandesforstmeister, prezydent głównego wydziału leśnictwa (niem. Hauptabteilung Forsten) rządu Generalnego Gubernatorstwa.